# رسم سلحشور
رسم سلحشور یا راه جنگجو (به انگلیسی: The Warrior's Way) فیلمی فانتزی، اکشن، رزمی و حماسی محصول سال ۲۰۱۰ میلادی است. این فیلم ساخته کشور کره جنوبی می‌باشد. یک مبارز بعد از رد کردن مأموریتی مجبور به مخفی شدن در شهری می‌شود.

## داستان
یک مبارز بعد از رد کردن مأموریتی مجبور به مخفی شدن در شهری می‌شود.

## بازیگران
- جانگ دونگ-گان در نقش یانگ
- جفری راش در نقش رون
- کیت باسورث as Lynne
- دنی هیوستون as The Colonel
- Tony Cox as Eight-Ball
- تی لونگ as Saddest Flute
- اش جونز در نقش راگ
- Analin Rudd as Baby April
- Nic Sampson as Pug
- Ryan Richards as Slug
- Matt Gillanders as Geyser
- Eoin McDonald as Hell Rider
- Chontelle Melgren as Young Lynne
- Wayne Gordon as Killer Klown

## پخش در ایران
این فیلم در ایران دوبله و پخش شد.